# 대한민국의 포장
포장(褒章, Medals of Honour)은 대한민국의 상훈 종류 중 하나로서 훈장 다음 가는 훈격이다.

## 포장 종류
건국포장을 비롯하여 아래와 같은 12종류가 있다.
등급은 없으며 포장은 각 훈장의 이름에 대응하는 것이 원칙이나 무궁화대훈장에 대응하는 포장은 없고, 예비군포장은 대응하는 훈장이 없다.
- 건국포장
- 국민포장
- 무공포장
- 근정포장
- 보국포장
- 예비군포장
- 수교포장
- 산업포장
- 새마을포장
- 문화포장
- 체육포장
- 과학기술포장

## 같이 보기
- 대한민국의 훈장･포장･표창
- 대한민국의 훈장
- 대한민국의 표창